# Michal Tabara
Michal Tabara (* 16. října 1979, Uherské Hradiště) je český profesionální tenista, který nastoupil tenisovou kariéru na okruhu ATP v roce 1997. Dosud na něm vyhrál 1 turnaj ve dvouhře a 1 spolu s Radkem Štěpánkem ve čtyřhře. Na žebříčku ATP byl pro dvouhru nejvýše postaven na 47. místě (23. července 2001), pro čtyřhru pak na 142. místě (23. srpen 1999).
Menší konflikt měl na US Open 2001. Po těsně prohraném zápase 1. kola v pěti setech s Justinem Gimelstobem, si stěžoval na jeho časté zdravotní přestávky během utkání. Na jeho konci při podávání rukou u sítě si odplivl do směru protihráčova postavení. Za tento čin dostal pokutu 1 000 dolarů pro nesportovní chování.

## Finálová utkání na turnajích ATP

### Dvouhra – vítězství (1)
| Legenda                |
| Grand Slam (0)         |
| Tennis Masters Cup (0) |
| ATP Masters Series (0) |
| ATP Tour (1)           |

| Č. | Datum         | Turnaj        | Povrch | Finalista        | Výsledek |
| 1. | 8. leden 2001 | Čennaí, Indie | tvrdý  | Andrej Stoljarov | 6–2 7–64 |

### Čtyřhra – vítězství (1)
| Legenda                |
| Grand Slam (0)         |
| Tennis Masters Cup (0) |
| ATP Masters Series (0) |
| ATP Tour (1)           |

| Č. | Datum         | Turnaj               | Povrch | Spoluhráč      | Finalisté                     | Výsledek |
| 1. | 9. duben 2001 | Estoril, Portugalsko | antuka | Radek Štěpánek | Donald Johnson Nenad Zimonjić | 6–4, 6–1 |